# Kunitomi
Kunitomi (国富町?) è una cittadina giapponese della prefettura di Miyazaki.